# Wonder World
Wonder World là album phòng thu thứ hai của nhóm nhạc nữ Hàn Quốc Wonder Girls phát hành vào ngày 7 tháng 11 năm 2011 bởi hãng JYP Entertainment. Album được sản xuất bởi Park Jin Young và là album phòng thu tiếp theo của nhóm kể từ album "The Wonder Years" phát hành năm 2007. Album đã bán ra được 41.069 bản trong năm 2011 và thêm 2.900 bản vào năm 2012.

## Tổng quan
Ngày 23 tháng 10, JYP Entertainment và các thành viên đã tiết lộ một poster mới mang tựa đề "RU Ready ? " treo trên trụ sở công ty với một phiên bản mới của logo nhóm trong một thiết kế sang trọng với màu đen. Sau đó, JYP đã xác nhận rằng các nhà phân phối âm nhạc kỹ thuật số của nhóm đã quyết định ngày phát hành album chính thức của nhóm thứ hai vào ngày 7 tháng 11. Tuy nhiên, nhóm sẽ chỉ được quảng bá tại Hàn Quốc trong một tháng, vì họ đang chuẩn bị cho xúc tiến cho một tour lưu diễn châu Á trong tháng 12. JYP cũng báo cáo rằng trong khi chuẩn bị cho các chương trình quảng bá trở lại của họ, nhóm đã tranh thủ sự giúp đỡ của các nhà sản xuất nước ngoài.
Sau đó, Naver Music thông báo rằng nhóm sẽ phát hành teaser đầu của album. Ngày, tháng và các thông tin của teaser đã được phát hành và có thể được xem tại trang web chính thức của nhóm. Bắt đầu từ ngày 28 Tháng 10, các hình ảnh teaser bắt đầu được phát hành trên trang web chính thức của họ Các cô gái trong trang phục màu đen và màu trắng sang trọng tất cả đều cầm các khẩu súng giữ ở đồ cổ trong khi có thể được nhìn thấy Lim, chọn một chiếc mũ thời trang. Trong shoot hình ảnh teaser thứ hai phát hành vào ngày 31 tháng 10, nhóm thể hiện sự quyến rũ và lôi cuốn của họ với chủ đề, "Wonder Girls Red". Sau khi phát hành teaser hình ảnh, teaser video cho album thứ hai của họ đã được tải lên trên kênh Youtube chính thức của họ vào ngày 1 tháng 11. Đây là teaser video thứ hai của "RU READY?" để được tiết lộ. Teaser đầu tiên cho thấy sự thay đổi của họ, trông sắc nét, và được thiết lập với một khái niệm phong cách rock, cũng như các bức ảnh cá nhân của mỗi thành viên. Chỉ trong một ngày, đoạn video đã nhận được trên 560.000 lượt truy cập và vào buổi sáng ngày 2 tháng 11, đoạn video đã đạt #1 trong danh sách "Danh sách video được bình luận nhiều nhất". Teaser video cuối cùng đã được phát hành vào ngày 3 tháng 11. Nó tiết lộ ca khúc chủ đề cho album của nhóm sẽ được gọi là "Be My Baby". Cuối cùng, tên của album thứ hai của đã được công bố vào ngày 4 tháng 11 và tên của album là "Wonder World" gồm 13 bài hát mới với một phiên bản remix và phiên bản tiếng Anh của ca khúc chủ đề "Be My Baby". Video âm nhạc của "Be My Baby" đã đạt 2 triệu lượt xem sau khi phát hành được hai ngày.
Nhóm đã làm việc với một số nhà sản xuất quốc tế nổi tiếng cho album. Jonté Moaning, biên đạo múa của ca sĩ nhạc R&B người Mỹ, Beyoncé Knowles trong video "Freakum Dress" và là vũ công trong video "Single Ladies", đã giúp nhóm dàn dựng video ca nhạc của ca khúc chủ đề "Be My Baby". Nhà thiết kế Johnny Wujek, người cũng là stylist thời trang cho ca sĩ nhạc pop Katy Perry trong video "I Kissed a Girl" và "California Gurls", cũng đã làm việc cùng với nhóm.

## Danh sách bài hát
| STT | Nhan đề                        | Phổ lời                   | Phổ nhạc                         | Notes                   | Thời lượng |
| --- | ------------------------------ | ------------------------- | -------------------------------- | ----------------------- | ---------- |
| 1.  | "G.N.O."                       | Park Yeeun                | Park Yeeun, Lee Woo Min, Fredrik | Girls Night Out         | 3:31       |
| 2.  | "Be My Baby"                   | J.Y. Park "The Asiansoul" | J.Y. Park "The Asiansoul"        |                         | 3:32       |
| 3.  | "Girls Girls"                  | Yubin                     |                                  |                         | 3:35       |
| 4.  | "Me, in"                       | Yubin                     |                                  | Làm lại từ "The Beauty" | 3:15       |
| 5.  | "Sweet Dreams"                 | Yubin                     | DeepFrost                        |                         | 3:35       |
| 6.  | "Stop!"                        |                           |                                  |                         | 3:23       |
| 7.  | "Dear. Boy"                    |                           |                                  |                         | 3:23       |
| 8.  | "두고두고 (Do Go Do Go)"       | J.Y. Park "The Asiansoul" |                                  | Sunye & Yeeun song ca   | 3:47       |
| 9.  | "SuperB"                       |                           |                                  | Yubin & Sohee song ca   | 3:21       |
| 10. | "Act Cool (song ca với San E)" | Lim, San-E                |                                  | Lim solo; Rap bởi Lim   | 3:34       |
| 11. | "Be My Baby (Ra.D Mix)"        | J.Y. Park "The Asiansoul" | Ra.D                             |                         | 3:28       |
| 12. | "Nu Shoes"                     |                           |                                  |                         | 3:30       |
| 13. | "Be My Baby (Eng. Version)"    | J.Y. Park "The Asiansoul" | J.Y. Park "The Asiansoul"        |                         | 3:32       |

## Xếp hạng
| Bảng xếp hạng               | Xếp hạng cao nhất |
| --------------------------- | ----------------- |
| South Korean Albums (Gaon)  | 1                 |
| US World Albums (Billboard) | 5                 |

| "Be My Baby"             | 1  | 1  |
| "Me, In"                 | 7  | 17 |
| "Girls Girls"            | 10 | 18 |
| "G.N.O."                 | 13 | 22 |
| "Stop!"                  | 20 | 49 |
| "Act Cool" (feat. San E) | 21 | 47 |
| "Sweet Dreams"           | 24 | -  |
| "Do Go Do Go"            | 26 | -  |
| "Dear Boy"               | 28 | -  |
| "Nu Shoes"               | 29 | -  |
| "Super B"                | 35 | -  |
| "Be My Baby" (Ra.D Mix)  | 38 | -  |

|  |